# Jeżyna wzniesiona
Jeżyna wzniesiona (Rubus nessensis Hall) – gatunek rośliny wieloletniej z rodziny różowatych (Rosaceae). Występuje w Europie; w Polsce spotykana na obszarze całego kraju, przy czym jest bardziej pospolita w części południowo-wschodniej, a rzadsza wzdłuż zachodniej granicy.

## Morfologia

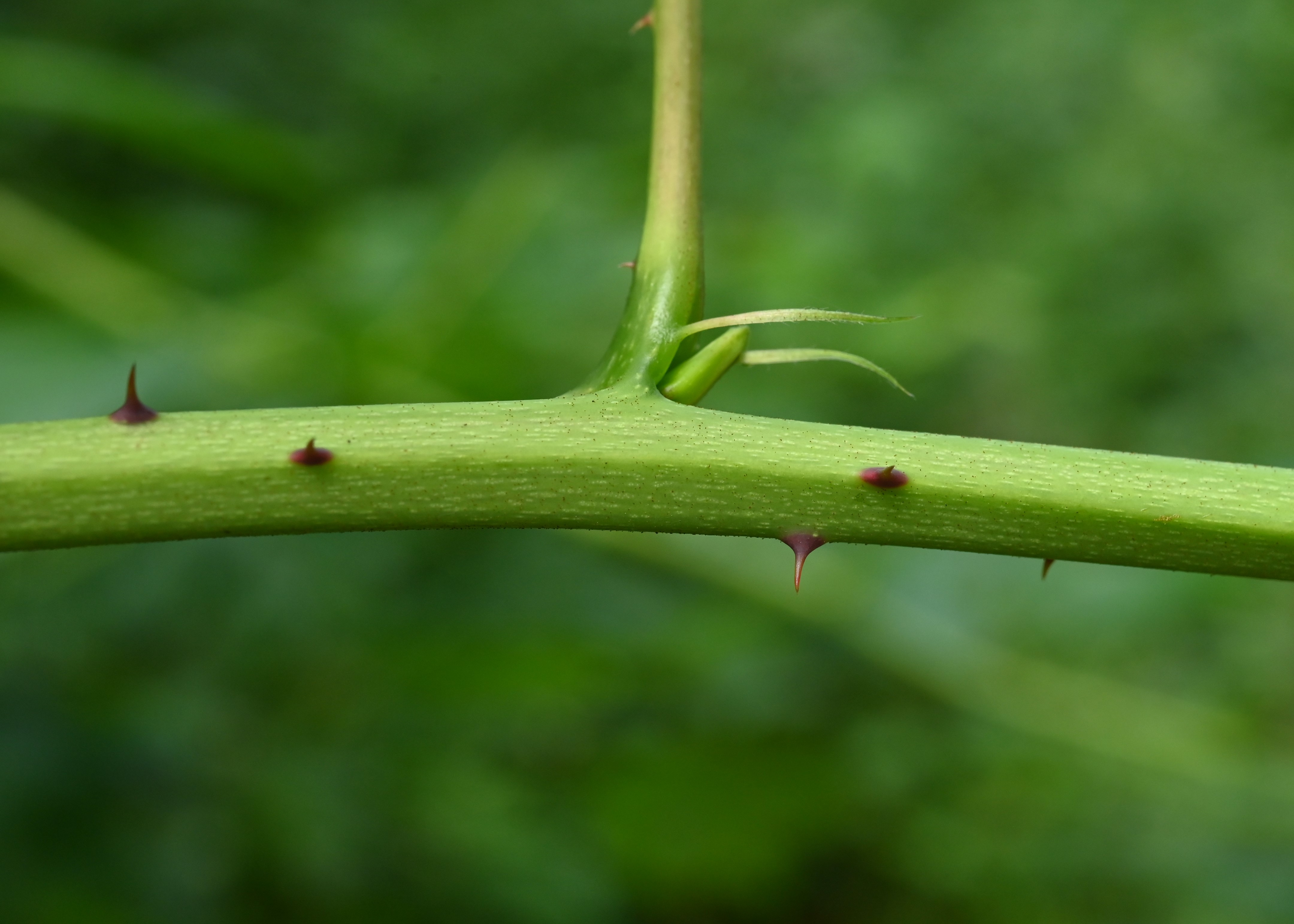
Nieliczne i drobne kolce

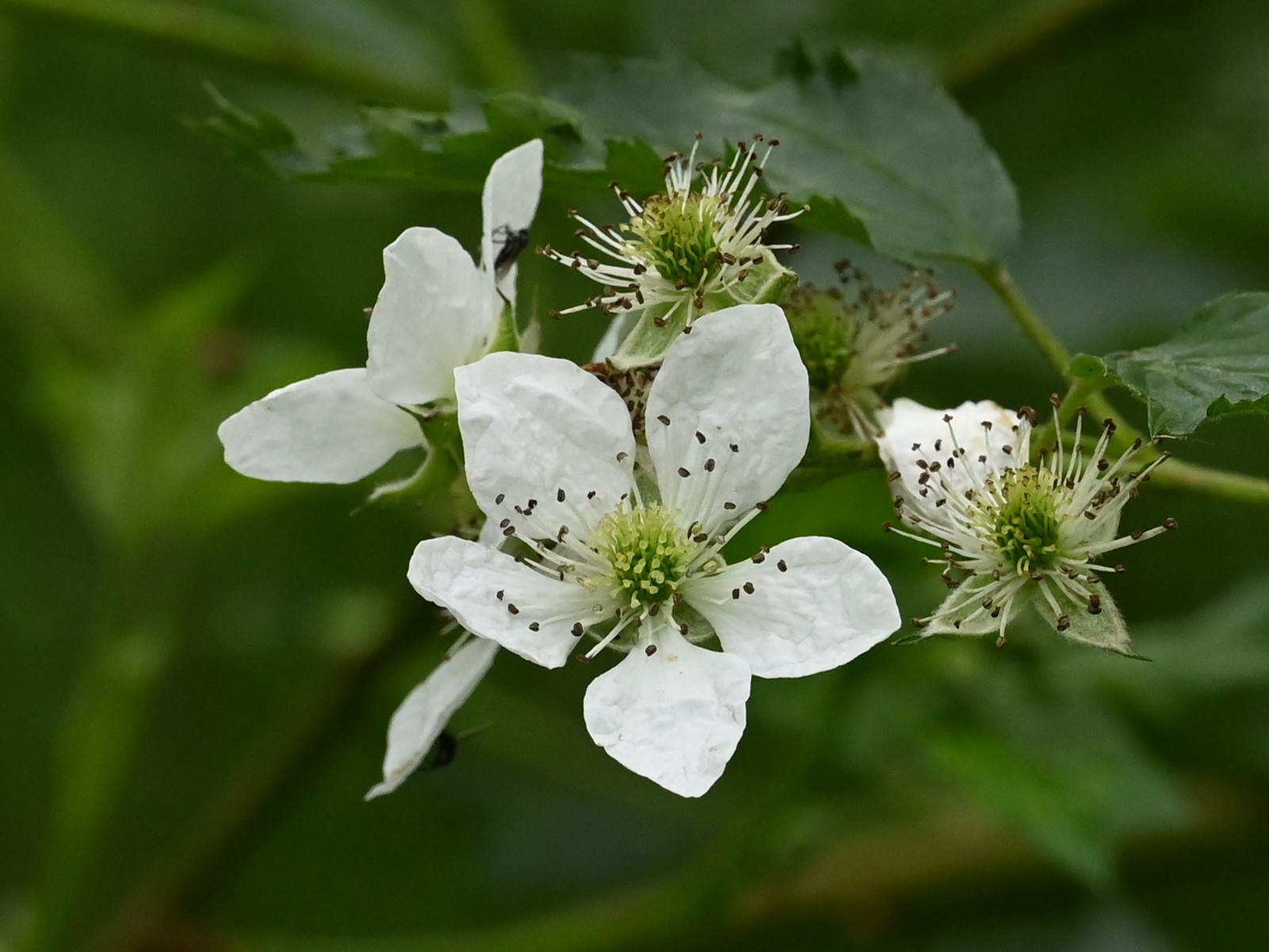
Kwiaty

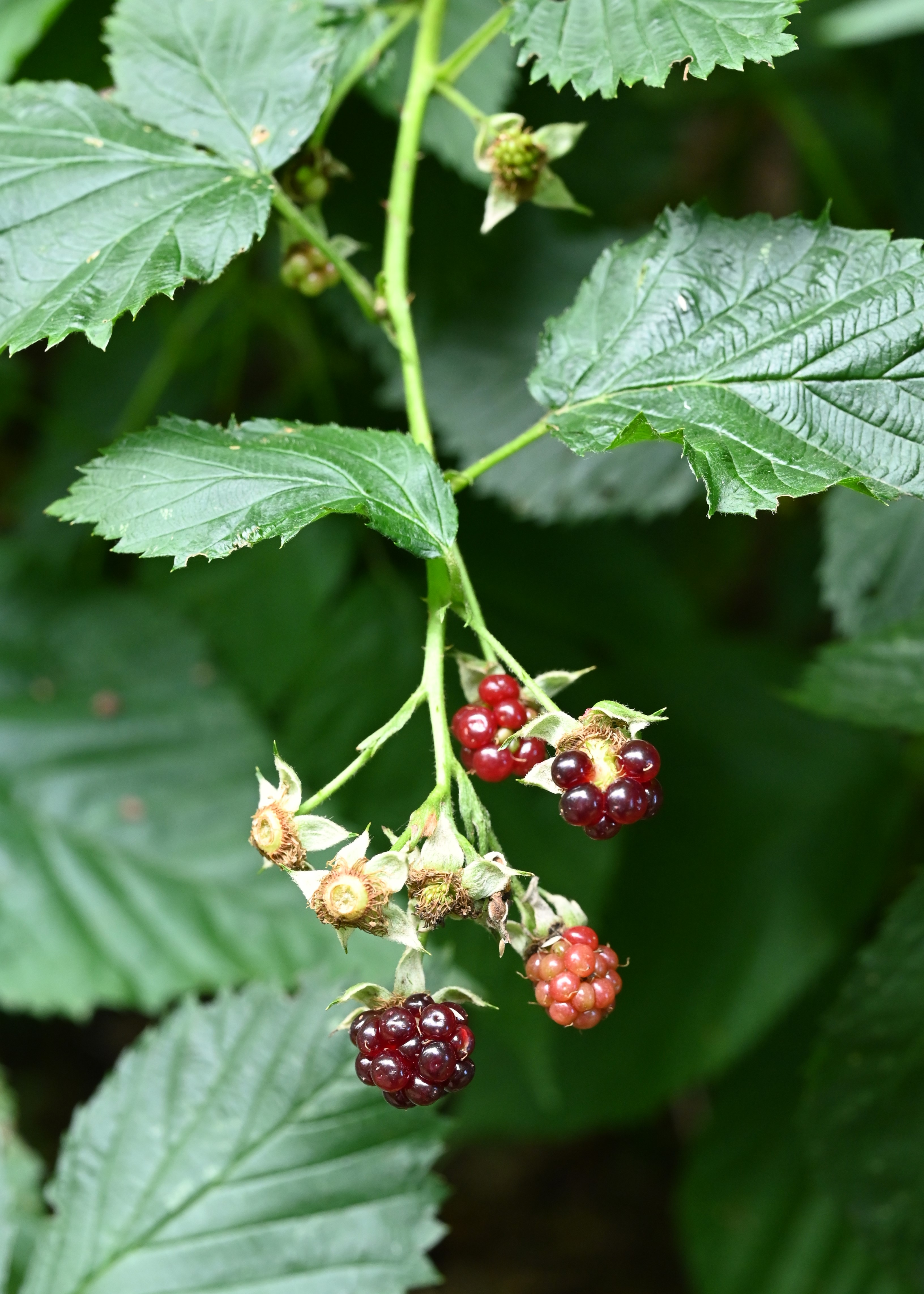
Owoce

PokrójKrzew z dwuletnimi pędami  i odrostami korzeniowymi. Pędy płonne osiągają wysokość od 2 do 3 m, są prosto wzniesione i lekko przygięte w górnej części, zielone, nagie, kanciaste u góry, obłe na dole. Kolce nieliczne, rzadkie, barwy ciemnofioletowej, nieznacznie rozszerzone w nasadzie, wygięte nieco w wyższych częściach pędu.
LiścieSkrętoległe, nieparzystopierzaste, osadzone na pędach płonnych 5-7 listkowe, duże cienkie, barwy żywozielonej i niepofałdowane. Listek wyciągnięty w długi wierzchołek, dolne listki wyraźnie mniejsze od górnej pary. Ogonek liściowy płaski z wierzchu, z niewyraźną rynienką i niewieloma wygiętymi kolcami. Przylistki wąskie i owłosione. Ulistnione gałązki kwiatonośne wyrastają pod kątem prostym na ubiegłorocznych pędach.
KwiatyKwiatostan groniasty, od 5 do 8 kwiatowy. Podsadki pojedyncze albo trójdzielne. Kwiaty pięciokrotne. Działki zielone z filcowatym obrzeżeniem barwy jasnoszarej (podczas owocowania odgięte). Płatki barwy białej, bądź różowawe (rzadko). Pręciki liczne i dłuższe od słupków.
OwocZbiorowy, złożony z licznych i soczystych pestkowców barwy czerwonawobrunatnej, odrywający się po dojrzeniu wraz z wypukłym dnem kwiatowym. Jadalny.

## Biologia i ekologia
Nanofanerofit. Kwitnie w czerwcu. Rośnie na glebach piaszczysto-gliniastych, świeżych i wilgotnych, średnio żyznych, o odczynie lekko kwaśnym bądź obojętnym. Roślina spotykana w borach mieszanych, kwaśnych buczynach i dąbrowach, na polanach i przydrożach.